# Boxernase

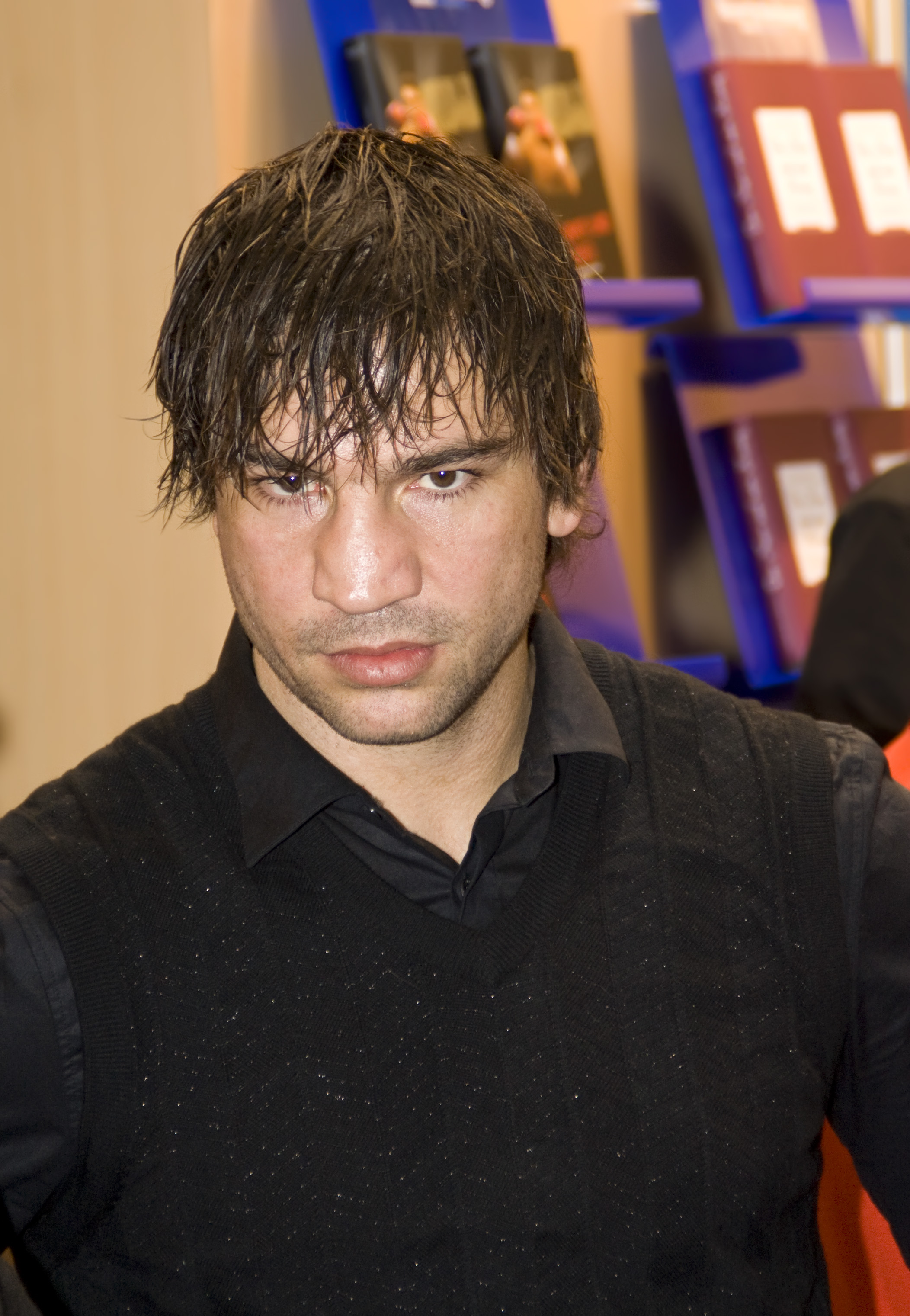
Typische Boxernase (Profiboxer Markus Beyer)

Die Boxernase ist eine der sichtbarsten Verletzungen im Gesicht von Kampfsportlern, kann jedoch auch durch jede andere Art von stumpfer, direkter Gewalteinwirkung auf das Gesicht, wie z. B. einen Unfall entstehen, genetisch veranlagt sein oder auf eine operativ versorgte Lippen-Kiefer-Gaumenspalte zurückgehen. Die Nase steht dabei schief im Gesicht bzw. ist in ihrer äußeren Formgebung überbreit oder abgeplattet.
Die Bezeichnung geht auf die Häufigkeit des Vorkommens bei langjährigen Boxsportlern zurück, da es sich beim Boxen um eine der ältesten Kampfsportarten der Welt handelt und diese Art von Verletzung vornehmlich bei diesen Sportlern beobachtet werden konnte. Auslöser sind ein oder mehrere starke Schläge in das Gesicht, welche einen Bruch des Nasenbeins auslösen. Diese Verletzungen bleiben meist unbehandelt, vor allem während einer noch aktiven Wettkampfkarriere. Auch das Entstehen einer Sattelnase ist möglich. Eine operative Behandlung erfolgt meist nur aus medizinischen Gründen, etwa wenn die Nasenatmung beeinträchtigt ist. Dies ist meistens durch Verletzung der inneren Nasenklappe, also der engsten Stelle im Inneren der Nase, der Fall. Mit der Verbreitung weiterer Vollkontakt-Kampfsportarten, wie Kickboxen oder Mixed Martial Arts, kam es auch dort vermehrt zu solchen Verletzungen.
Eine Boxernase führt in der Regel zu einem verminderten Schmerzempfinden bzw. Schmerzlosigkeit bei weiteren Schlägen auf die Nase und wird daher von manchen Boxern auch als Vorteil angesehen. Laut Ringarztbuch des Deutschen Boxsport-Verbandes (DBV) stellen eine Nasenscheidewandverkrümmung oder Formveränderungen der Nase ohne starke Behinderung keine Kampfausschließungsgründe dar.
Eine Boxernase führt zusammen mit anderen Gesichtsverletzungen, beispielsweise durch chronische Schwellungen im Bereich des Jochbeins oder Blumenkohlohren, zur Entstehung eines klassischen Boxergesichts.